# Stemma della Malaysia
Lo stemma della Malaysia (Lambang negara Malaysia) è composto, nella sua parte superiore, da una stella a 14 punte, che rappresenta i 13 Stati e territori federali della Malaysia, nonché la Federazione stessa; in passato il riferimento era agli originari 14 Stati federati, prima che Singapore diventasse indipendente. La mezzaluna situata sotto la stella è un simbolo tradizionale dell'Islam, la religione ufficiale della Malaysia.
I 5 kriss (tipico pugnale malese), situati nella frangia superiore rossa, rappresentano gli ultimi Stati incorporati nella Federazione malese: Johor, Kedah, Kelantan, Perlis e Terengganu. 
I primi Stati che integrarono la Federazione (Negeri Sembilan, Pahang, Perak e Selangor) sono simboleggiati dalle 4 barre verticali (di colore rosso, nero, bianco e giallo) presenti al centro dello stemma. Le bandiere di questi Stati sono formate da combinazioni dei colori delle barre: la bandiera di Negeri Sembilan ha i colori rosso, nero e giallo; quella di Pahang è nera e bianca; quella di Perak nera, bianca e gialla; quella di Selangor rossa e gialla.
Sul lato sinistro dello stemma compare una palma sopra un ponte, che è l'emblema dello Stato di Penang, mentre sul lato destro è raffigurato l'albero di Malacca, simbolo dell'omonimo Stato. 
Nella parte inferiore dello stemma (sotto le barre verticali colorate) compaiono invece (da sinistra verso destra) lo stemma di Sabah, il bunga raya (ibisco), che è il fiore nazionale, e lo stemma di Sarawak.
Lo stemma è sostenuto ai suoi lati da due tigri, simbolo di forza e di coraggio.
Al di sotto dello stemma è presente un cartiglio, sul quale è riportato il motto nazionale in lingua malese, “Bersekutu Bertambah Mutu” ("L'unità è la forza").